# Vasílis Mazarákis
Vasílis Mazarákis (grec moderne : Βασίλης Μαζαράκης), né le 9 février 1980 à Athènes, est un joueur de tennis grec, professionnel entre 1999 et 2008.
Il a été l'un des meilleurs joueurs de tennis grec des années 2000, au même titre que Konstantínos Iconomídis. En 2006, il devient le premier joueur grec à participer à une finale sur le circuit ATP depuis 1974.

## Carrière
Il a participé à la Hopman Cup 2002 avec Eléni Daniilídou. Ils ont perdu lors du tour préliminaire contre l'Italie 2 matchs à 1. En 2004, il est sélectionné pour représenter son pays lors des Jeux olympiques d'Athènes. Il perd au premier tour du tournoi de double au côté de Konstantínos Iconomídis. Il a également fait partie de l'Équipe de Grèce de Coupe Davis entre 2000 et 2005, jouant un total de 19 matchs (11 victoires, 8 défaites).
Il a joué 5 matchs dans des tournois ATP en simple et 7 en double, son principal fait d'arme est d'avoir atteint la finale du tournoi de Buenos Aires avec Boris Pašanski. C'est sur le circuit Challenger qu'il a remporté la majorité de ses titres. En 1999, il gagne 1000 places pendant la saison (1148 à 223), grâce notamment à son premier titre à Skopje à sa troisième participation à un tournoi de catégorie Challenger. Cette performance lui a valu une nomination aux ATP Awards en tant que révélation de l'année. Il s'est également imposé à Perth et Sofia en 2001, Samarcande en 2002, Dresde et Banja Luka en 2005. En double, il s'est illustré à Rome en 2005, Ettlingen et Fürth en 2006.
Il met un terme à sa carrière en 2008 à cause d'une blessure au poignet. Non-classé à l'ATP, il fait un bref retour en juin 2009 lors d'un tournoi Future à New York qu'il remporte facilement. Il est désormais professeur de tennis aux États-Unis.

## Palmarès

### Finale en double messieurs
| No | Date       | Nom et lieu du tournoi   | Catégorie   | Dotation  | Surface      | Vainqueurs                   | Partenaire     | Score    |          |
| -- | ---------- | ------------------------ | ----------- | --------- | ------------ | ---------------------------- | -------------- | -------- | -------- |
| 1  | 13-02-2006 | Copa Telmex Buenos Aires | Int' Series | 400 000 $ | Terre (ext.) | František Čermák Leoš Friedl | Boris Pašanski | 6-1, 6-2 | Parcours |

## Parcours dans les tournois duGrand Chelem

### En simple
N'a jamais participé à un tableau final.

## Parcours dans lesMasters 1000
| Année | Indian Wells       | Miami | Monte-Carlo | Rome | Hambourg | Canada | Cincinnati | Madrid | Paris |
| ----- | ------------------ | ----- | ----------- | ---- | -------- | ------ | ---------- | ------ | ----- |
| 2006  | 1er tour A. Murray | —     | —           | —    | —        | —      | —          | —      | —     |

N.B. : sous le résultat se trouve le nom de l’ultime adversaire.

## Parcours aux Jeux Olympiques

### En double
| # | Date       | Nom de l'olympiade      | Surface | Résultat | Partenaire              | Ultimes adversaires   | Score    |          |
| - | ---------- | ----------------------- | ------- | -------- | ----------------------- | --------------------- | -------- | -------- |
| 1 | 16/08/2004 | Jeux olympiques Athènes | Dur     | 1er tour | Konstantínos Iconomídis | Martin Damm Cyril Suk | 6-1, 6-3 | Parcours |